# 60. léta v hudbě
60. léta 20. století („sixties“, „sweet sixties“) byla obdobím největšího rozvoje rockové hudby. Toto období hudby je často spojováno s hippies a psychedelickým hnutím.
V roce 1969 se konal jeden z prvních a nejslavnějších hudebních festivalů vůbec, Woodstock.